# هجوم اللاذقية 2013
كان هجوم اللاذقية 2013 (يطلق عليه عملية تحرير الساحل من قبل الجيش السوري الحر وأنصاره، ومعركة أحفاد عائشة أم المؤمنين من قبل الجهاديين) حملة شنتها قوات المعارضة السلفية والجهادية في محافظة اللاذقية خلال الحرب الأهلية السورية. كان الهدف المعلن للهجوم هو السيطرة على مدينة الحفة، لكن أنصار الحكومة توقعوا أن السيطرة على قمة النبي يونس كان الهدف الحقيقي على الأرجح. ربما كان أثر جانبي محسوب هو إشعال المزيد من العنف الطائفي في سوريا بالقيام بهجوم طائفي على منطقة ذات أغلبية علوية. بدأ الهجوم في مطلع أغسطس 2013. وخلال الحملة، استولت قوات المعارضة على عشرات القرى. ومع ذلك، في منتصف أغسطس، شن الجيش هجوماً مضاداً واستعاد جميع الأراضي التي فقدها سابقاً لصالح المعارضة.

## الهجوم

### تقدم المعارضة
في 4 أغسطس 2013، شن ما يقدر ب1،500 إلى 2،000 من المتمردين، 300 منهم من الأجانب، هجوماً من بلدة سلمى التي يسيطر عليها المتمردون إلى داخل محافظة اللاذقية ذات الغالبية العلوية الموالية للحكومة. بدأ الهجوم مع هجوم للمتمردين على 10 قرى علوية في منطقة جبل أكراد الجبلية. كما انتشرت دبابات المتمردين، وأطلقت النار باتجاه القرى. وهرعت سيارات الإسعاف طوال اليوم لنقل مقاتلي الحكومة الجرحى إلى مدينة اللاذقية من خط المواجهة. وفيما يتعلق بخسائر المتمردين، كان من ضمن الذين قتلوا في الهجمات الأولية تونسيين، وليبيين، وسعوديين وأردنيين. في مثيل واحد أثناء القتال، فجر متمرد أجنبي انتحاري سيارته مما أسفر عن مصرع مالا يقل عن 15 رجل ميليشيا من قوات الدفاع الوطني وجنود الجيش. بنهاية اليوم الأول من القتال، كان المتمردون قد استولوا على خمس قرى وأسروا 400 قروي علوي ورجال ميليشيات موالية للحكومة، بينهم رجل الدين بدر غزال الموالي للحكومة. وفر مئات المدنيين العلويين إلى اللاذقية.
في 5 أغسطس 2013 ، تقدم المتمردون إلى ضواحي قرية عرامو العلوية ، على بعد 20 كم من القرداحة ، البلدة الأصلية للرئيس بشار الأسد الذي يحتوي أيضًا على ضريح والد الأسد، حافظ الأسد. كانت قوات المتمردين تستخدم صواريخ مضادة للدبابات تم توريدها حديثًا لإحداث تأثير مدمر ، حيث زعم أحد الناشطين المعارضين أن ثلاث دبابات للجيش دمرت على قمة تل تطل على سلمى. في وقت لاحق، أفيد أن قوات المعارضة استولت على عرامو، إلى جانب قرية أخرى. كما قام المتمردون بمحاولات للتقدم في منطقة جبل التركمان. ومع ذلك ، خلال اليوم الثاني من القتال ، شنت القوات الحكومية هجوما مضادا وتمكنت من استعادة إحدى القرى الخمس التي خسرتها في اليوم السابق ، بيت الشكوحي. جاء الهجوم المضاد مع بدء تعزيزات حكومية جديدة في محاولة لصد المتمردين.
وبينما أشاد بعض المتعاطفين معهم بهجوم المتمردين ، عارض آخرون فتح الجبهة ، حيث أشار أحد الناشطين المعارضين إلى أن المتمردين «لديهم عادة التصعيد دون التحضير بمجرد أن يشعروا بأن لديهم ما يكفي من الأسلحة. لكنهم ليسوا مستعدين ... وستكون استجابة النظام مجنونة.» كانت الولايات المتحدة ، الداعم الرئيسي للجيش السوري الحر ، ضد استهداف اللاذقية ، لأنها يمكن أن تثير هجمات انتقامية من قبل العلويين ضد غالبية السكان السنة وتزيد من تدفق اللاجئين. وقال دبلوماسيون أجانب آخرون إن المنطقة الساحلية وقراها الجبلية يمكن أن تكون مسرحا لحمام دم ضد العلويين إذا انتهى الأمر بالمتطرفين الإسلاميين في نهاية المطاف إلى الحصول على اليد العليا.
في 6 أغسطس 2013 ، زعمت مجموعة الناشطين المعارضين المرصد السوري لحقوق الإنسان أن المتمردين اجتاحوا 11 قرية علوية في الأيام الثلاثة السابقة. قلل مصدر أمني من شأن التقرير قائلاً إن قريتين فقط ما زالتا تحت سيطرة المتمردين بعد هجوم مضاد للجيش. كما أفاد المرصد أنه تم تنفيذ عدد من عمليات الإعدام أثناء الهجوم. وبحسب ما ورد استولت قوات المعارضة على أربعة مواقع عسكرية على قمة تل كانت تقصف القرى التي يسيطر عليها المتمردون.
في 9 أغسطس 2013 ، أفاد نشطاء المعارضة أن قادة الجيش السوري الحر أصدروا أوامر إلى كتائبهم في المحافظة لوقف تقدمهم والتراجع عن القرى التي استولوا عليها, والسبب هو أن إمدادات الأسلحة للمتمردين قد توقفت في الساعات السابقة. ومع ذلك ، نفت مصادر بارزة في الجيش السوري الحر إصدار أمر التراجع. وذكر أحد الناشطين المعارضين أن المقاتلين المتمردين رفضوا بالفعل طلب الجيش السوري الحر بالتراجع ، بسبب نقص الأسلحة ، ولجأوا إلى استخدام الذخيرة التي استولوا عليها من القوات الحكومية أثناء القتال. في وقت لاحق من اليوم ، هاجم الجيش السوري ثلاث قرى ، حيث زعمت وسائل الإعلام الحكومية أن الجيش تمكن من استعادة الثلاثة. ومع ذلك ، ذكر النشطاء أن القوات الحكومية تمكنت من استعادة قرية واحدة، قشبة، بينما كان القتال لا يزال مستمراً في القوتين الأخريين. وادعت القوات المتمردة بدورها في مقطع فيديو على الإنترنت أنها تمكنت من الاستيلاء على قرية خراطة ، على بعد ثلاثة كيلومترات جنوب سلمى. ومع ذلك ، تم تأكيد القرية بالفعل على أنها استولت عليها قوات المتمردين في بداية الهجوم قبل أيام. خلال الليل ، ضربت عدة غارات جوية سلمى مما أسفر عن مقتل 20 شخصا. وكان 10 منهم من المقاتلين المتمردين ، من بينهم أربعة أجانب ، و 10 من المدنيين.
بحلول 11 أغسطس، ظهرت تقارير عن عمليات قتل مدنيين جماعية على أيدي قوات المتمردين في القرى العلوية التي تم الاستيلاء عليها ، وكذلك اختطاف مئات آخرين.

### الهجوم المضاد للجيش
في 16 أغسطس 2013، شن الجيش هجومًا مضادًا، ورد أنه استولى بسرعة على قريتين.
في 18 أغسطس 2013، ادعى الجيش السوري أنه استعاد تسع قرى خلال اليومين الماضيين. وأكد ناشط معارض أن المتمردين فقدوا سبع قرى، لكنه ذكر أنهم تمكنوا من الاستيلاء مرة أخرى على خمس منها. في وقت لاحق ، أقر مرصد حقوق الإنسان بأن الجيش حقق مكاسب واستعاد العديد من القرى العلوية خلال النهار. وأضاف أن الجيش قتل عشرات المقاتلين الأجانب ، بمن فيهم أمير ليبي من تنظيم الدولة الإسلامية في العراق والشام المرتبط بالقاعدة. قصفت القوات الجوية مواقع المتمردين في جبل الأكراد ، حيث ورد أنه تم إسقاط طائرة مقاتلة وأسر المتمردون طيارها.
في 19 أغسطس 2013 ، أفادت وسائل الإعلام الحكومية أن الجيش استعاد جميع المواقع التي يسيطر عليها المتمردون في اللاذقية بعد الاستيلاء على سلسلة جبال النبي إشعيا والمناطق المجاورة في شمال المحافظة. وبحسب مصدر أمني ، فإن المنطقة الوحيدة المتبقية التي يسيطر عليها المتمردون كانت داخل وحول مدينة سلمى ، التي شن المتمردون هجومهم منها. وأكد نشطاء المعارضة أن الجيش استعاد تسع قرى علوية ، لكنهم ذكروا أن القتال لا يزال مستمراً في قريتين أخريين. كما استعادت القوات الحكومية جميع مراكز المراقبة العسكرية التي استولى عليها المتمردون في بداية هجومهم. وأكد فيما بعد أن الجيش استعاد جميع القرى.